# Wężyna
Wężyna (Entelurus aequoreus) – gatunek ryby z rzędu igliczniokształtnych z rodziny igliczniowatych (Syngnathidae).

## Występowanie
Północy Atlantyk od Islandii i Norwegii do Portugalii i Azorów.
Żyje w płytkich wodach wśród wodorostów, zwłaszcza na łąkach trawy morskiej na głębokości od 5 do 30 m, maksymalnie do 100 m. Większość czasu spędzają czatując wśród roślin na zdobycz, najczęściej z pyskiem skierowanym w kierunku prądu.

## Cechy morfologiczne
Samce osiągają maksymalnie do 40 cm długości, samice do 60 cm. Ciało bardzo długie, wąskie, okrągłe w przekroju. Ciało pokryte skórnym pancerzem złożonym z 88-100 pierścieni kostnych. Pysk długi, rurkowaty. Płetwa grzbietowa jest usztywniona 37-40 miękkimi promieniami. Płetwa ogonowa mała, zredukowana podparta tylko 4-9 miękkimi promieniami. Brak płetwy piersiowej. 
Ubarwienie od żółtawego do brązowoszarego, wierzch głowy i grzbiet pokryty licznymi drobnymi srebrzystymi plamkami. Na bokach poprzeczne prążki koloru jasnosrebrzystego ciemno obwiedzione. Od końca pysku przez oko do końca pokrywy skrzelowej biegnie czerwonawy pasek.

## Odżywianie
Żywi się zooplanktonem. 

## Rozród
Trze się od czerwca do lipca. Samica po zakończeniu długotrwałych zalotów składa za pomocą pokładełka od 400 do 1000 jaj na brzuszną stronę ciała kilku samców. Do momentu wylęgu są one mocno przyklejony do brzuchów samców. Świeżo wylęgnięte larwy mierzą 11-12 mm długości, posiadają jeszcze wtedy płetwę piersiową, która zanika w późniejszym okresie.